# Tjumen
Tjumen (rusko Тюмень, Tjumen) je največje mesto in upravno središče Tjumenske oblasti, Rusija. Mesto leži ob reki Turi 2.500 km vzhodno od Moskve.
Tjumen je bil prvo rusko naselje v Sibiriji. Ustanovljen je bil leta 1586 kot vojaška postojanka za podporo ruskemu prodiranju proti vzhodu in postal eno od najpomembnejših industrijskih in gospodarskih središč vzhodno od Urala. Mesto je na križišču več pomembnih trgovskih poti in zelo lahko dostopno po plovnih poteh. Osrednji del mesta tvorijo zgodovinske zgradbe iz cele zgodovine mesta.

## Zgodovina
Kozaški ataman Jermak Timofejevič je leta 1585 Tjumensko regijo, ki je bila del Sibirskega kanata, priključil v Carski Rusiji. Obe prestolnici Sibirskega kanata, Sibir/Kašlik in Tjumen/Čimgi-Tura (prestolnica v 15. stoletju) sta bili popolnoma uničeni. Sibir se ni več obnovil, čeprav je po njem dobila ime cela Severna Azija. 29. julija 1586 je car Fjodor I. ukazal lokalnima poveljnikoma Vasiliju Borisov-Sukinu in Ivanu Mjasnoju, naj na prostoru nekdanjega tatarskega mesta Čingi-Tura (Džingiskanovo mesto) zgradita trdnjavo.
Tjumen je stal na mestu "Tjumenskega pristana", dela zgodovinske trgovske poti med osrednjo Azijo in Povolžjem, kjer so pretovarjali blago z ladij in nanje. Za nadzor nad Tjumenskim pristanom so se pred tem več stoletij bojevala različna južnosibirska ljudstva, zato so tudi zgodnje ruske naseljence pogosto napadali Sibirski Tatari in Kalmiki. Napadi so bili pomemben vzrok, da so med prebivalci vse do sredine 17. stoletja prevladovali strelci in kozaki. Ko se je stanje umirilo, je mesto dobilo manj vojaški značaj.
Na začetku 18. stoletja se je Tjumen razvil v pomembno trgovinsko središče med Sibirijo in Kitajsko na vzhodu in osrednjo Rusijo na zahodu. Postal je tudi pomembno industrijsko središče, znano po usnjarstvu, kovaštvu in drugih obrteh. Leta 1763 naj bi imelo 7.000 prebivalcev.
V 19. stoletju se je razvoj mesta nadaljeval. Leta 1836 je bil v Tjumenu izdelan prvi parnik v Sibiriji. Leta 1862 je mesto dobilo telegrafsko povezavo in leta 1864 prvi vodovod. Velik korak v razvoju je leta 1885  prispevala transsibirska železnica. Tjumen je bil nekaj let najbolj vzhodna postaja te železnice. V mestu se je blago z vlakov pretovarjalo na rečne ladje, ki so plule po rekah Tura, Tobol, Irtiš in Ob.
Do konca 19. stoletja se je število prevalcev povečalo na več kot 30.000. Začel se je proces razvoja Tjumena v regionalno prestolnico. 14. avgusta 1944 je bil uradno razglašen za upravno središče obširne Tjumenske oblasti.
Ob izbruhu ruske državljanske vojne leta 1917 so v Tjumenu vladale sile, lojalne admiralu Aleksandru Kolčaku, in sibirska Bela armada. 5. januarja 1918 je mesto osvojila Rdeča armada.
V 1930. letih je Tjumen postal glavno industrijsko središče Sovjetske zveze. Na začetku druge svetovne vojne je bilo v mestu več dobro razvitih industrij, vključno z ladjedelništvom, proizvodnjo pohištva, krznarstvom in usnjarstvom.
Med drugo svetovno vojno je mesto hitro raslo in se razvijalo. Pozimi 1941 so iz evropskega dela Sovjetske zveze  v Tjumen preselili dvaindvajset najpomembnejših industrijskih podjetij. Selitev se je nadaljevala do pomladi 1942. V mestu se je med vojno zdravilo več tisoč ranjenih sovjetskih vojakov. 
Med operacijo Barbarosa so v Tjumen prenesli in skrili tudi balzamirano telo sovjetskega voditelja  Vladimirja Lenina. V bojih z okupatorjem je bilo udeleženih več kot 20.000 Tjumencev. Približno tretjina vojakov je padla. Natančnega števila se ne da ugotoviti, ker so v uradnih podatkih zajeti tudi umrli vojaki iz drugih delov Sovjetske zveze.
Na razvoj mesta je imelo izreden vpliv odkritje nafta in plina v Tjumenski oblasti v 1960. letih.  Nahajališča so v okolici nekaj sto kilometrov oddaljenih mest Surgut in Nižnevartovsk, Tjumen pa je bil do izgradnje lokalne železniške proge njihova oskrbovalna postaja. V mesto se je od leta 1963 do 1985 priselilo več desettisoč izkušenih delavcev, kar je povzročilo tudi številne težave.

## Geografija

### Podnebje
| Podnebni podatki za Tjumen      | Podnebni podatki za Tjumen | Podnebni podatki za Tjumen | Podnebni podatki za Tjumen | Podnebni podatki za Tjumen | Podnebni podatki za Tjumen | Podnebni podatki za Tjumen | Podnebni podatki za Tjumen | Podnebni podatki za Tjumen | Podnebni podatki za Tjumen | Podnebni podatki za Tjumen | Podnebni podatki za Tjumen | Podnebni podatki za Tjumen | Podnebni podatki za Tjumen |
| Mesec                           | Jan                        | Feb                        | Mar                        | Apr                        | Maj                        | Jun                        | Jul                        | Avg                        | Sep                        | Okt                        | Nov                        | Dec                        | Letno                      |
| ------------------------------- | -------------------------- | -------------------------- | -------------------------- | -------------------------- | -------------------------- | -------------------------- | -------------------------- | -------------------------- | -------------------------- | -------------------------- | -------------------------- | -------------------------- | -------------------------- |
| Rekordno visoka temperatura °C  | 3.6                        | 7.3                        | 17.1                       | 30.7                       | 33.7                       | 35.2                       | 35.6                       | 35.0                       | 31.2                       | 23.1                       | 12.8                       | 6.7                        | 35.6                       |
| Povprečna visoka temperatura °C | −11.1                      | −8.0                       | 0                          | 9.7                        | 17.9                       | 23.3                       | 24.4                       | 21.4                       | 15.0                       | 7.1                        | −3.5                       | −9.1                       | 7.3                        |
| Povprečna dnevna temperatura °C | −15.4                      | −13.1                      | −5.3                       | 4.4                        | 11.7                       | 17.3                       | 18.9                       | 16.2                       | 10.3                       | 3.3                        | −7.0                       | −13.0                      | 2.4                        |
| Povprečna nizka temperatura °C  | −19.6                      | −18.1                      | −10.5                      | −1.0                       | 5.4                        | 11.3                       | 13.4                       | 11.0                       | 5.5                        | −0.6                       | −10.4                      | −16.8                      | −2.5                       |
| Rekordno nizka temperatura °C   | −41.1                      | −38.9                      | −32.7                      | −21.9                      | −9.9                       | −1.9                       | 2.8                        | −0.1                       | −5.6                       | −19.2                      | −36.7                      | −44.0                      | −44.0                      |
| Povprečna količina padavin mm   | 23.0                       | 14.8                       | 17.8                       | 25.4                       | 42.2                       | 56.3                       | 88.9                       | 55.8                       | 53.8                       | 37.4                       | 37.0                       | 25.8                       | 478.2                      |
| Vir: Climate and weather Tyumen |                            |                            |                            |                            |                            |                            |                            |                            |                            |                            |                            |                            |                            |

## Galerija
- Mestna hiša
- Mestno gledališče
- Muzej Hiša trgovca Mašarova
- Filharmonija
- Cirkus
- Samostan Svete trojice iz sredine 18. stoletja